# Championnat du monde des voitures de sport 1975
1974 1976
Le Championnat du monde des voitures de sport 1975 est la 23e saison du Championnat du monde des voitures de sport (WSC) FIA. Il est ouvert aux voitures Sport pour la catégorie S et aux Grand Tourisme pour la catégorie GT. Ce championnat s'est couru du 1er février 1975 au 13 août 1975, comprenant neuf courses.
L'épreuve des 24 Heures du Mans disparaît du championnat jusqu'en 1980.

## Calendrier
| Manche | Course                                        | Circuit                        | Participants | Date             |
| ------ | --------------------------------------------- | ------------------------------ | ------------ | ---------------- |
| 1      | 24 Heures de Daytona                          | Daytona International Speedway | 51           | 1er au 2 février |
| 2      | 1 000 km de Mugello                           | Circuit du Mugello             | 31           | 23 mars          |
| 3      | 800 km de Dijon                               | Dijon-Prenois                  | 21           | 6 avril          |
| 4      | 1 000 km de Monza - Trofeo Filippo Caracciolo | Autodromo Nazionale di Monza   | 39           | 20 avril         |
| 5      | 1 000 km de Spa                               | Circuit de Spa-Francorchamps   | 32           | 4 mai            |
| 6      | 1 000 km de la Coppa Florio                   | Circuit d'Enna-Pergusa         | 16           | 18 mai           |
| 7      | 1 000 km du Nürburgring                       | Nürburgring                    | 59           | 1er juin         |
| 8      | 1 000 km de Zeltweg                           | Österreichring                 | 28           | 29 juin          |
| 9      | 6 Heures de Watkins Glen                      | Watkins Glen International     | 29           | 13 août          |

† - Catégorie GT seulement, les Sports-Prototype ne participant pas.

## Résultats de la saison

### Attribution des points
Les points sont distribués aux dix premiers de chaque course dans l'ordre de 20-15-12-10-8-6-4-3-2-1 points.
Les constructeurs ne reçoivent les points que de leur voiture la mieux classée, les autres voitures du même constructeur ne marquant aucun point.

### Courses
| Manche | Circuit           | Équipe vainqueur Sports-Prototype      | Équipe vainqueur GT                                | Résultats |
| Manche | Circuit           | Pilote vainqueur Sports-Prototype      | Pilote vainqueur GT                                | Résultats |
| ------ | ----------------- | -------------------------------------- | -------------------------------------------------- | --------- |
| 1      | Daytona           | Aucun                                  | #59 Brumos Porsche                                 | Résultats |
| 1      | Daytona           | Hurley Haywood Peter Gregg             |                                                    | Résultats |
| 2      | Mugello           | #5 Elf Alpine-Renault                  | #44 Gelo Racing Team                               | Résultats |
| 2      | Mugello           | Jean-Pierre Jabouille Gérard Larrousse | John Fitzpatrick Toine Hezemans Manfred Schurti    | Résultats |
| 3      | Dijon-Prenois     | #2 Willi Kauhsen Racing Team           | #33 Gelo Racing Team                               | Résultats |
| 3      | Dijon-Prenois     | Arturo Merzario Jacques Laffite        | John Fitzpatrick Toine Hezemans                    | Résultats |
| 4      | Monza             | #2 Willi Kauhsen Racing Team           | Aucun                                              | Résultats |
| 4      | Monza             | Arturo Merzario Jacques Laffite        |                                                    | Résultats |
| 5      | Spa-Francorchamps | #2 Willi Kauhsen Racing Team           | #42 Porsche Club Romand                            | Résultats |
| 5      | Spa-Francorchamps | Henri Pescarolo Derek Bell             | Claude Haldi Bernard Béguin                        | Résultats |
| 6      | Enna-Pergusa      | #1 Willi Kauhsen Racing Team           | #48 Tebernum Porsche Racing                        | Résultats |
| 6      | Enna-Pergusa      | Arturo Merzario Jochen Mass            | Hartwig Bertrams Clemens Schickentanz Reine Wisell | Résultats |
| 7      | Nürburgring       | #1 Willi Kauhsen Racing Team           | #54 Jägermeister Kremer Racing                     | Résultats |
| 7      | Nürburgring       | Arturo Merzario Jacques Laffite        | Helmut Kelleners Hans Heyer Bob Wollek             | Résultats |
| 8      | Österreichring    | #2 Willi Kauhsen Racing Team           | #35 Porsche Club Oberösterrich                     | Résultats |
| 8      | Österreichring    | Henri Pescarolo Derek Bell             | Franz Doppler Horst Felbermayr                     | Résultats |
| 9      | Watkins Glen      | #4 Willi Kauhsen Racing Team           | #95 Bob Hagestad Porsche-Audi                      | Résultats |
| 9      | Watkins Glen      | Henri Pescarolo Derek Bell             | Bob Hagestad Hurley Haywood                        | Résultats |

### Championnat du monde des constructeurs
Il y a deux classements, un premier pour toutes les catégories et un deuxième pour la catégorie GT uniquement.
Les voitures qui participent aux courses et qui ne font pas partie des catégories S (Sport) ou GT (Grand Tourisme) ne sont pas inscrites au championnat. Seuls les sept meilleurs résultats sont pris en compte dans le classement. Les autres points ne sont pas comptabilisés et sont indiqués en italique.

#### Classement toutes catégories
| Pos | Constructeur   | 1  | 2  | 3  | 4  | 5  | 6  | 7  | 8  | 9  | Total |
| --- | -------------- | -- | -- | -- | -- | -- | -- | -- | -- | -- | ----- |
| 1   | Alfa Romeo     |    | 15 | 20 | 20 | 20 | 20 | 20 | 20 | 20 | 140   |
| 2   | Porsche        | 20 | 12 | 15 | 15 | 10 | 12 | 12 | 12 | 10 | 98    |
| 3   | Alpine-Renault |    | 20 |    | 12 |    |    | 10 | 6  | 12 | 60    |
| 4   | Chevron        |    | 8  | 12 | 3  | 2  | 6  | 1  |    |    | 32    |
| 5   | Mirage         |    |    |    |    |    |    | 15 |    |    | 15    |
| 6   | March          |    |    |    |    |    |    | 4  | 8  |    | 12    |
| 7   | Ligier         |    | 4  | 6  |    |    |    |    |    |    | 10    |
| 8   | Lola           |    |    | 1  |    |    | 3  |    | 4  |    | 8     |
| 9   | Ferrari        | 4  |    |    |    |    |    |    |    |    | 4     |
| 10  | Chevrolet      |    |    |    |    |    |    |    |    | 2  | 2     |

#### Classement catégorie GT
| Pos | Constructeur | 1  | 2  | 3  | 4 | 5  | 6  | 7  | 8  | 9  | Total |
| --- | ------------ | -- | -- | -- | - | -- | -- | -- | -- | -- | ----- |
| 1   | Porsche      | 20 | 20 | 20 |   | 20 | 20 | 20 | 20 | 20 | 140   |
| 2   | De Tomaso    |    | 8  |    |   |    |    |    |    |    | 8     |
| 3   | Ferrari      | 4  |    |    |   |    |    |    |    |    | 4     |